# حلقه تترا

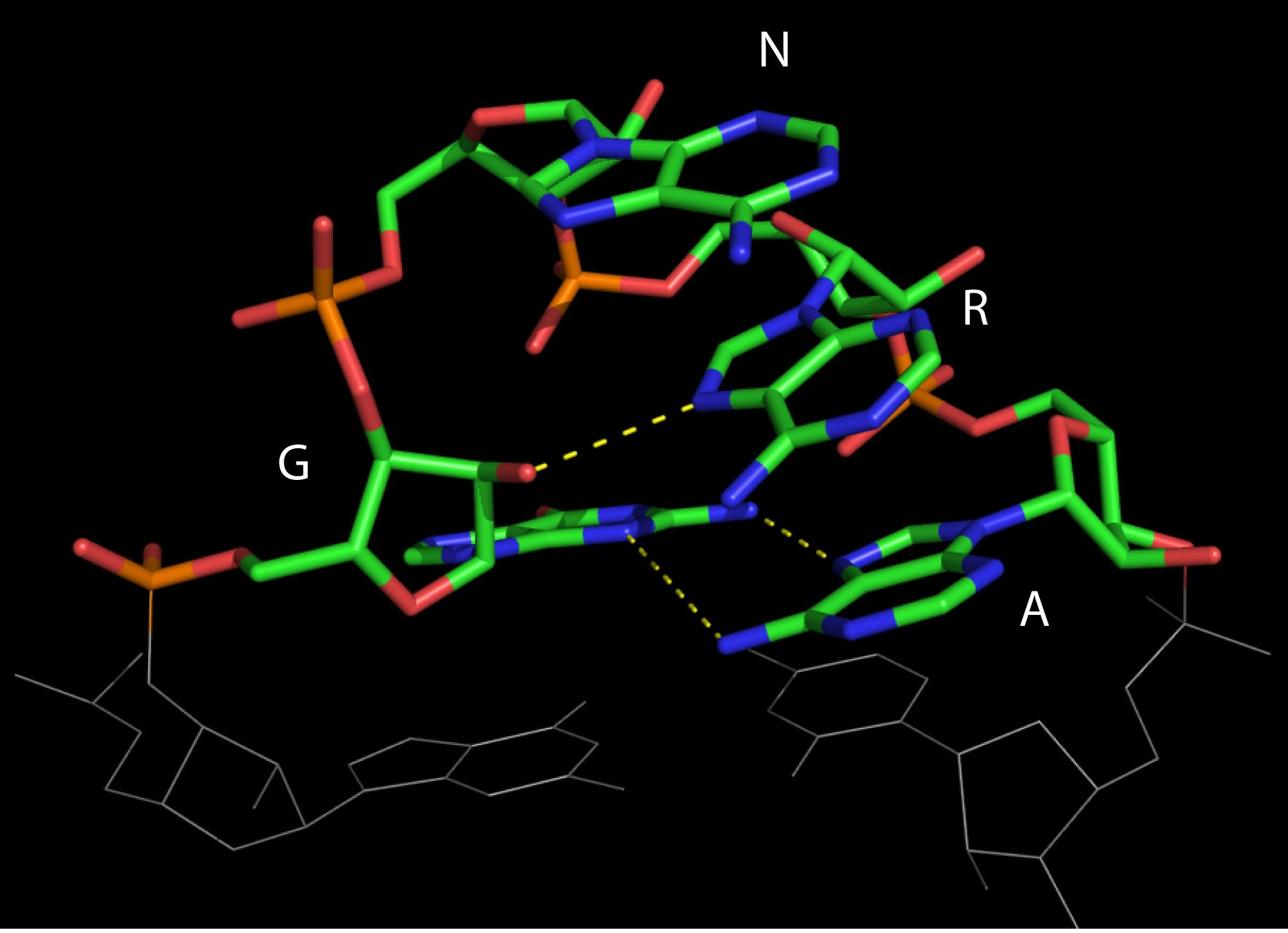
ساختار یک حلقه تترا در GRNA.

حلقه‌های تترا (Tetraloops) ساختارهای ثانویه رایج در آران‌ای هستند که از چهار نوکلئوتید تشکیل شده و معمولاً در انتهای ساقه-حلقه‌ها یافت می‌شوند. این ساختارها نقش مهمی در تثبیت معماری سه‌بعدی RNA و واسطه‌گری تعاملات مولکولی ایفا می‌کنند.

## انواع و طبقه‌بندی
سه کلاس عمده حلقه‌های تترا بر اساس توالی بازهای نوکلئوتیدی شناسایی شده‌اند:
| نوع  | توالی متداول | ویژگی‌های ساختاری                        |
| ---- | ------------ | --------------------------------------- |
| GNRA | GAAA, GCAA   | تشکیل پیوند هیدروژنی غیرمعمول بین G و A |
| UNCG | UUCG         | وجود ساختار سنجاق‌سری بسیار پایدار       |
| CUUG | CUUG         | اتصال به یون‌های منیزیم برای پایداری     |

### انواع نادرتر
- GNRNA: شامل توالی‌هایی مانند GAGA
- ANTA: مانند AUUA در RNAهای ویروسی
- UGAA: در ریبوزوم باکتریایی[۳]

## ویژگی‌های ساختاری
حلقه‌های تترا از طریق مکانیسم‌های زیر پایداری ساختاری ایجاد می‌کنند:
- پیلینگ بازها: چینش خاص بازها مانند ساختار _trans_ Sugar Edge/Watson-Crick در GNRA
- برهمکنش‌های فسفات: اتصال بین گروه فسفات نوکلئوتید اول و چهارم
- پیوندهای هیدروژنی غیرمعمول: مانند پیوند G(N2)-A(N7) در GAAA

## عملکردهای زیستی
- پایداری ساختاری: افزایش Tm (دمای ذوب) ساقه-حلقه تا ۱۵°C[۴]
- شناسایی مولکولی: اتصال به پروتئین‌های روبشی مانند L7Ae در آرکئا
- خمش RNA: ایجاد زوایای ۶۰-۸۰ درجه در مارپیچ RNA

## کاربردهای بیوتکنولوژی
حلقه‌های تترا در طراحی:
- ریبوسویچ‌های مصنوعی برای کنترل بیان ژن
- آپتامرها با خاصیت اتصال بالا
- نانوساختارهای RNA با پایداری حرارتی بهبودیافته[۵]

## بیماری‌ها و جهش‌ها
جهش در حلقه‌های تترا با موارد زیر مرتبط است:
- سندرم X شکننده (FMR1): جهش CGG در منطقه 5'UTR
- آتاکسی فردریش: گسترش GAA در اینترون 1 از ژن FXN
- دیستروفی میوتونیک نوع 1: تکثیر CUG در mRNA DMPK[۶]